# Mount Stonehouse
Mount Stonehouse ist ein 2900 m hoher Berg in der antarktischen Ross Dependency. In der Königin-Alexandra-Kette des Transantarktischen Gebirges ragt er 6 km südwestlich des Mount Falla auf.
Seinen Namen erhielt er durch Teilnehmer der von 1961 bis 1962 dauernden Kampagne im Rahmen der New Zealand Geological Survey Antarctic Expedition. Namensgeber ist der britische Antarktisforscher Bernard Stonehouse (1926–2014), der umfängliche Studien zu Pinguinen und Robben in der Antarktis betrieb.